# مغامرة بوسايدون (فلم 2005)
مغامرة بوسايدون (بالإنجليزية: The Poseidon Adventure) فيلم أمريكي إنتاج عام 2005 ، تدور حول سفينة ركاب عملاقة تسمي بوسايدون تحمل 3700 راكب، تتعرض لموجة خطيرة تقلبها رأسا علي عقب ويعرض الفيلم كيف تمكن بعض ركاب السفينة المنكوبة من النجاة بحياتهم.

## وصلات خارجية
- مغامرة بوسايدون على موقع IMDb (الإنجليزية)
- مغامرة بوسايدون على موقع روتن توميتوز (الإنجليزية)
- مغامرة بوسايدون على موقع نتفليكس (الإنجليزية)
- مغامرة بوسايدون على موقع ألو سيني (الفرنسية)
- مغامرة بوسايدون على موقع أول موفي (الإنجليزية)
- مغامرة بوسايدون على موقع فيلمافينيتي (الإسبانية)
- مغامرة بوسايدون على موقع قاعدة بيانات الفيلم (الإنجليزية)
- مغامرة بوسايدون على موقع ليتربوكسد (الإنجليزية)
- مغامرة بوسايدون على موقع كينوبويسك (الروسية)